# خورخه دومینیچی
خورخه دومینیچی (انگلیسی: Jorge Dominichi; ۳۱ مارس ۱۹۴۷ – ۲۵ آوریل ۱۹۹۸) بازیکن فوتبال اهل آرژانتین بود.
از باشگاه‌هایی که در آن بازی کرده‌است می‌توان به باشگاه فوتبال ریور پلاته، باشگاه فوتبال کوردوبا، باشگاه فوتبال جیمناسیا لاپلاتا، و باشگاه فوتبال الچه اشاره کرد.